# ウ・ヨンウ弁護士は天才肌
『ウ・ヨンウ弁護士は天才肌』（ウ・ヨンウべんごしはてんさいはだ、朝: 이상한 변호사 우영우）は、2022年6月29日から8月18日までENAチャンネルで放送された大韓民国のテレビドラマである。主演のパク・ウンビンは第59回百想芸術大賞で、大賞を受賞した。

## あらすじ
天才的な頭脳と自閉スペクトラム症を持つ、大手法律事務所の新人弁護士 ウ・ヨンウ（パク・ウンビン）が様々な事件を解決し、真の弁護士に成長する、ヒューマン法廷ドラマである。

## 登場人物

### 主要人物
ウ・ヨンウ：パク・ウンビン
吹き替え：森なな子
自閉スペクトラム症を持つソウル大学首席卒業の天才新人弁護士。クジラとキンパ（海苔巻き）が好き。
クジラやイルカといった海棲哺乳類が好きで、自宅の部屋にはクジラやイルカの壁紙や小物などが沢山置いてある。また、知識も豊富でクジラの事になると誰彼構わず話し始め、止まらなくなってしまう。そのため、父からは仕事場でクジラの話をする事を禁止される。キンパが好きな理由は切り口から材料が全て見えるので、想定外に味に困惑することがないためである。
幼少時にはほとんど言葉をしゃべることがなく心配されていたが、自閉スペクトラム症の診断が出た日に、父の持っていた法律関係の本をわずか5歳で暗唱して見せた。
自閉症の症状のひとつである感覚過敏で、外に出る際は必ずヘッドホンを付けて外出しており、突然の大声や怒声、暴力沙汰や騒動に出くわすとパニックを起こしてしまう。
症状から人間関係に支障をきたしていたために高校時代には都心を離れ、引っ越した田舎で親友となるグラミに出会っている。
イ・ジュノ：カン・テオ
吹き替え：興津和幸
法律事務所ハンバダの訟務チーム職員。当初は何かと忙しないヨンウを放っておけないと感じた事から手助けや助言をしていたが、正義感が強く依頼主の為に真っ直ぐに問題に向き合っていくヨンウに惹かれていく。学生時代は障害者の為の支援団体でボランティアをしていた。ハンバダの人気者で、男女問わず慕われている。ジュノに気がある女性職員達からはジュノの気を引く為に、毎日のように差し入れを貰っており、同僚から羨ましがられている。ヨンウの同期であるミヌとはアパートで一緒に暮らすルームメイトで友人。休日にはバスケ等の運動をしたりと基本的に仲がいいが、ミヌがヨンウに関してある事ない事を口にした際には怒りを露わにしている。

### ヨンウの周辺人物
ウ・ビョンホ：チョン・ベス
吹き替え：根本泰彦
ヨンウの父親。シングルファザーとしてヨンウを育てた。作中現在ではキンパ屋を経営している。
若い頃は法曹界を目指しており、ソウル大学法学部を卒業している。そのため法律関係の本を大量に持っており、ヨンウはそれを読んで育った。
トン・グラミ：チュ・ヒョニョン
吹き替え：杉山里穂
ヨンウの唯一の友だち。ヨンウの高校時代の同級生。作中現在では実家を離れ、ヨンウが常連になっている飲食店で働いている。髪の毛には派手な色のメッシュを入れており、服装も派手なお調子者だが、いい意味でも悪い意味でも偏見が無く、裏表のない性格をしている。
学生時代は放送室をカラオケ代わりにしたり学校には来たい時に来るような不良の端くれで、ハイテンションないかっれぷりから「サイコ」と仇名されていたが、自閉症のヨンウに対しても普通に接したり、酷いイジメを受けていた際には怒って代わりにイジメっ子に仕返ししたりしていた。
女子人気の高いジュノよりもミヌを「イケメン」と一目惚れし狙っている。

### ハンバダの人物
チョン・ミョンソク：カン・ギヨン
吹き替え：赤坂柾之
法律事務所ハンバダのシニア弁護士。ヨンウの上司。当初は自閉症のヨンウの採用に反対していたが、豊富な知識量と常人には至らない発想や視野で依頼を真っ向から解決していこうとする姿に徐々に認め始める。
仕事の意気込みや部下への気遣いが空回りしてしまう事もあるが、基本的には頼れる上司としてヨンウから信頼される数少ない人物の一人であり、ヨンウの同期たちからも尊敬されている心優しく義に篤い人物である。
過去に結婚していたが、仕事を優先させすぎたために離婚した。後半で癌を患っていることが発覚し、入院したころからオーバーワークな生活を反省し、元妻と再縁の兆しが出始める。
ハン・ソニョン：ペク・ジウォン
吹き替え：今泉葉子
法律事務所ハンバダの代表弁護士。ヨンウの父ビョンホの大学の後輩。ヨンウと父ビョンホの秘密を知りながらヨンウを採用した。
チェ・スヨン：ハ・ユンギョン
吹き替え：和優希
ヨンウの同期。ヨンウのロースクール時代の同級生。学生時代はなんでも出来てしまうヨンウに嫉妬に似た感情を持っていたが根は優しく、試験範囲や講義室を教えたりしており、同僚となってからもヨンウが困っている際は助けたり庇ったりしてしまっている。
当初はジュノに気がある素振りを見せており、ヨンウとジュノで仲良くしている姿を見て複雑な表情を浮かべる事もあったが、早々にジュノを諦めると新たな恋を探し始める。
クォン・ミヌ：チュ・ジョンヒョク
吹き替え：近松孝丞
ヨンウの同期。別名腹黒策士。ヨンウにライバル意識を抱いている。ジュノとはアパートで一緒に暮らすルームメイトであり、友人で休日にはバスケ等の運動をしたりと仲がいい。
ヨンウの能力を認めつつも、そのためにルールや既定路線から外れがちであるのに障害ゆえに大目に見られて優遇されていると感じており、何かと敵愾心を示す。
ヨンウの父と代表のソヒョンが大学時代の先輩後輩であると知るとコネによる不正採用であると騒ぎ立て、ヨンウの秘密を知ってからはキャリアアップを狙ってテ・スミと通じはじめる。
テ・スミ：チン・ギョン
吹き替え：相沢恵子
国内トップと評されている法律事務所テサン創立者の娘で元代表弁護士。テサンとハンバダはライバル関係にある。高校生の息子がいる。
作中では既に代表を退き、法務長官を目指し候補者として活動している。

## スタッフ
- 演出：ユ・インシク
- 脚本：ムン・ジウォン